# Eugène Rousseau
Eugène Rousseau (Saint-Denis, França, cap a 1810 – 1870) fou un jugador d'escacs francès, parent llunyà de Jean Jacques Rousseau. Va anar viure a Nova Orleans el 1841, on fou el millor jugador local durant la primera meitat dels 1840. Se sap que en morir, el 1870 tenia seixanta anys. En honor seu s'anomena gambit Rousseau una variant d'obertura.
|  |

## Resultats destacats en competició
El 1839, encara a França, va perdre un matx a 100 partides contra Lionel Adalbert Bagration Felix Kieseritsky, que es va disputar al Café de la Régence.
El 1841, va disputar dos matxs a Nova Orleans contra John William Schulten, perdent el primer (+10 -11 =0), i guanyant el segon (+7 -4 =0). El 1842, empatà un matx contra B. Oliver (5.5-5.5). El 1843, derrotà en matx en John W. Schulten a Nova York (+13 -8 =0).
El desembre de 1845 en Rousseau va jugar un matx al Sazerac Coffee House de Nova Orleans, contra l'anglès Charles Henry Stanley pel títol de Campió d'escacs dels Estats Units, en el que fou la primera contesa oficial per determinar el millor jugador dels EUA (el terme "Campió dels Estats Units" encara no s'emprava), i en el qual es disputava un premi en metàl·lic de 1000 $. El matx el guanyaria el primer jugador que guanyés 15 partides, les taules no computaven. Rousseau va perdre (+8 =8 -15) i Stanley va esdevenir el primer Campió dels Estats Units.
En aquell esdeveniment, el segon de Rousseau era n'Ernest Morphy, tiet del futur campió Paul Morphy, que en aquell moment tenia 8 anys, i que va assistir al matx. Posteriorment, es va permetre en Paul de jugar amb en Rousseau, i va esdevenir clar que en Paul era millor jugador, a despit de la seva joventut.
El 1850, Rousseau va perdre en un matx a cinc partides contra Johann Löwenthal, (+0 -5) en una visita que aquest darrer va fer a Nova Orleans
El 1867, va participar en el fortíssim Torneig Internacional de Paris (de tretze jugadors), i hi quedà últim, amb 4 punts de 23 (el campió fou Ignatz von Kolisch).

## Partida destacada
El 1867 va batre Winawer a París, amb negres:
Szymon Winawer vs Eugène Rousseau, París, 1867
1. e4 e5 2. f4 Ac5 3. Cf3 d6 4. c3 Ag4 5. Ac4 Cd7 6. h3 Axf3 7. Dxf3 De7 8. a4 a6 9. b4 Aa7 10. Ca3 Cgf6 11. f5 c6 12. d3 h6 13. Cc2 Td8 14. Ae3 Ab8 15. O-O Ch7 16. Dg4 Df8 17. h4 Cdf6 18. Df3 De7 19. g4 d5 20. Ac5 Ad6 21. Axd6 Dxd6 22. Ab3 O-O 23. Tad1 g5 24. Ce3 Rg7 25. h5 Tfe8 26. Tf2 Cf8 27. Tb2 b5 28. Ta2 d4 29. axb5 axb5 30. Cc2 Ta8 31. Txa8 Txa8 32. cxd4 exd4 33. Rg2 C8d7 34. Df2 Cxg4 35. Dxd4+ Dxd4 36. Cxd4 Ce3+ 37. Rf3 Cxd1 38. Axd1 Ce5+ 39. Re3 Ta1 40. Ae2 Tb1 41. Cf3 Cxf3 42. Axf3 Txb4 43. e5 c5 44. Ac6 Tb1 45. Re4 b4 46. Rd5 b3 47. Rd6 b2 48. Re7 Te1 49. f6+ Rg8 50. Ae4 Txe4 51. dxe4 b1=D 52. Rd6 Dxe4 0-1